# Розсвіт (Тальменський район)
Розсві́т (рос. Рассвет) — селище у складі Тальменського району Алтайського краю, Росія. Входить до складу Курочкинської сільської ради.

## Населення
Населення — 9 осіб (2010; 33 у 2002).
Національний склад (станом на 2002 рік):
- росіяни — 73 %